# ميغيل هيران
ميغيل هيران (بالإسبانية: Miguel Herrán) من مواليد (25 أبريل، 1996) بملقا ممثل إسباني. لفت الأنظار إليه عندما لعب دور «ريو» في المسلسل الإسباني الشهير بيت من ورق وهو فائز بجائزة أفضل ممثل صاعد بإسبانيا في 2016 عن فيلم من أجل لا شيء ومن المرتقب أن يشارك في ثاني عمل تلفزيوني له سنة 2019 في المسلسل الإسباني Elite وسيبث على نتفليكس ليكون بذلك أول ممثل شارك أو سيشارك في مسلسلين إسبانين بثاً على نتفليكس (بيت من ورق، Elite).

## أعماله

### التلفزيون
| السنة     | العنوان    | الدور    | البث             | الحلقات |
| --------- | ---------- | -------- | ---------------- | ------- |
| 2017-2019 | بيت من ورق | ريو      | نتفليكس، antena3 | 23حلقة  |
| 2019      | Élite      | كريستيان | نتفليكس          | 8 حلقات |

### أفلام
| السنة | العنوان                        | الدور       | الإخراج                 | ملاحظة     |
| ----- | ------------------------------ | ----------- | ----------------------- | ---------- |
| 2015  | من أجل لا شيء                  | داريو       | دانيال غوزمان           | بطل الفيلم |
| 2016  | 1898. Los últimos de Filipinas | كارفخال     | سلفادور كالفو           | دور ثانوي  |
| 2017  | الحارس الخفي                   | مايكل أنخيل | فرناندو غونزاليس مولينا | دور ثانوي  |

## الجوائز
| # | السنة | الصنف                         | عن            | النتيجة |
| - | ----- | ----------------------------- | ------------- | ------- |
| 1 | 2016  | جائزة جويا لأفضل ممثل صاعد    | من أجل لا شيء | فوز     |
| 2 | 2016  | جائزة المواهب الأندلسية RTVA. | من أجل لا شيء | فوز     |

## وصلات خارجية
- ميغيل هيران على موقع IMDb (الإنجليزية)
- ميغيل هيران على موقع ميتاكريتيك (الإنجليزية)
- ميغيل هيران على موقع روتن توميتوز (الإنجليزية)
- ميغيل هيران على موقع ألو سيني (الفرنسية)
- ميغيل هيران على موقع أول موفي (الإنجليزية)
- ميغيل هيران على موقع قاعدة بيانات الفيلم (الإنجليزية)